# Pseudophoxinus maeandricus
Pseudophoxinus maeandricus là một loài cá vây tia thuộc họ Cyprinidae. Loài này chỉ có ở Thổ Nhĩ Kỳ.
Môi trường sống tự nhiên của chúng là sông ngòi và hồ nước ngọt. Chúng hiện đang bị đe dọa vì mất môi trường sống.